# Charles Wegelius
Charles "Charly" Wegelius, född 26 april 1978 i Esbo, Finland, är en brittisk professionell tävlingscyklist med finlandssvenskt påbrå. Han tävlade senast för det amerikanska stallet UnitedHealthcare. 

## Karriär
Charly Wegelius växte upp i Yorkshire och gjorde sitt första framträdande i proffscirkusen när han var stagiaire för Linda McCartney Pro Cycling Team 1999. Säsongen 2000 började han att tävla som professionell för Mapei-QuickStep. Mellan 2003 och 2004 tävlade britten för De Nardi, innan han blev kontrakterad av det italienska UCI ProTour-stallet Team Liquigas. Inför säsongen 2009 blev Wegelius kontrakterad av det belgiska UCI ProTour-stallet Silence-Lotto-Q8. 
Tillsammans med stallet Liquigas har Wegelius vunnit lagtempolopp på Settimana Internazionale Coppi e Bartali 2008 och i Giro d'Italia 2007.
Britten gjorde sin Tour de France-debut under 2007. Han slutade på 45:e plats och blev den högst rankade cyklisten från Storbritannien.

## Privatliv
Charly Wegelius far Christopher Wegelius tävlade för Finland i de Olympiska sommarspelen 1980 i Moskva i banhoppning.

## Meriter
2002
3:a, etapp 4, Schweiz runt
2005
2:a, etapp 4, Vuelta Ciclista a Aragón
3:a, Vuelta Ciclista a Aragón

## Stall
- Linda McCartney Pro Cycling Team (stagiaire) 1999
- Mapei-QuickStep 2000–2002
- De Nardi 2003–2004
- Team Liquigas 2005–2008
- Silence-Lotto-Q8 2009–2010
- UnitedHealthcare 2011